# 화이트햇 콘테스트
화이트햇 콘테스트(WhiteHat Contest, 약칭:WITHCON)는 국방부와 국정원이 주최하고 국군사이버사령부가 주관하여 대한민국 국적의 일반인과 청소년들이 각각 팀을 이뤄 해킹방어능력을 겨루는 국내 4대 해킹방어대회이다. 약칭인 WITHCON은 화이트햇 콘테스트의 앞글자들을 조합한 것으로 민,관,군이 함께하는 정보보호 컨퍼런스라는 뜻을 담고 있다.

## 목적
화이트햇 콘테스트는 2009년의 7·7 DDoS 공격, 2011년의 농협 전산망 마비에 이어 2013년 3월에 발생한 3·20 전산 대란, 6·25 사이버 테러 등 고조되는 사이버 위협에 대해 국가차원의 사이버 인재발굴 및 육성이 필요하다는 취지로 2013년 처음으로 개최되었다.

## 행사
- 해킹방어대회 예선(온라인으로 진행)
- 해킹방어대회 본선(예선을 통과한 8개 팀을 대상으로 현장 진행)
- 화이트해커 선포식(일반부와 청소년부 각각 대상,최우수상,우수상 시상)

## 입상자 특전
화이트햇 콘테스트 입상자에게는 국군사이버사령부 S/W개발병 입대 지원시 우대 혜택을 주고 있다.

## 같이 보기
- 국가정보원
- 국군사이버사령부